# Липинци (дем Еордея)
 Тази статия е за селото в Егейска Македония, Гърция,.  За селото в България вижте Липинци.  
Липинци (на гръцки: Ασβεστόπετρα, Асвестопетра, до 1927 година Χασάνκιοϊ, Хасанкьой) е село в Егейска Македония, Гърция, в дем Еордея, област Западна Македония.

## География
Селото е разположено на 635 m надморска височина, на 7 km югозападно от Кайляри (Птолемаида), в североизточното подножие на Синяк (Синяцико). На юг е делът от Синяк Карталдаг (Аетовуни).

## История

### В Османската империя
В края на XIX век Липинци е смесено българо-турско село. Александър Синве („Les Grecs de l’Empire Ottoman. Etude Statistique et Ethnographique“), който се основава на гръцки данни, в 1878 година пише, че в Хасанкьой (Hassan-keuy), Мъгленска епархия, живеят 300 гърци. В „Етнография на вилаетите Адрианопол, Монастир и Салоника“, издадена в Константинопол в 1878 година и отразяваща статистиката на населението от 1873 година, Липинци (Lipintzi) е посочено като село в каза Джумали със 140 домакинства и 410 жители българи и 75 мюсюлмани. В статистиката фигурира и село Лучинци (Loutchintzi) с 16 домакинства и 64 жители българи.
В 1889 година Стефан Веркович („Топографическо-этнографическій очеркъ Македоніи“) пише за Липинци:
| „ | На половин час на север от Демирджилер се намира мохамеданското село Хасан-Кьой с 38 къщи и 76 нуфузи. Християнските [български] къщи са 32, семейните двойки 46, а нуфузите 75. Данъкът им е 4100 пиастри, а десятъкът 4000 - 4800 пиастри. Селото е отдалечено на 1 час от Кайляри. | “ |

В 1893 година Атанас Шопов посещава Кайлярско и определя Липинци (Хасан-кьой) като българско село. Според статистиката на Васил Кънчов („Македония. Етнография и статистика“) в 1900 година Липинци (Асанъ Кьой) има 240 жители българи и 270 жители турци.
На Етнографската карта на Битолския вилает на Картографския институт в София от 1901 година Хасанкьой (Липинци) е смесено село българи, гърци, власи и турци в Кайлярската каза на Серфидженския санджак със 140 къщи.
Според статистика на Серфидженския санджак на гръцкото консулство в Еласона от 1904 година в Хасанкьой (Χασάνκιοϊ), Кайлярска каза, живеят 125 гърци и 500 турци.
В началото на XX век цялото християнско население на Липинци е под върховенството на Цариградска патриаршия. По данни на секретаря на Българската екзархия Димитър Мишев („La Macédoine et sa Population Chrétienne“) в 1905 година в Литинци има 360 българи патриаршисти гъркомани. В селото има комитет на Гръцката въоръжена пропаганда в Македония, подпомагащ четата на капитан Вардас (Георгиос Цондос).
След Младотурската революция на 16 януари 1909 година емборската община изпраща следната телеграма до Отоманския парламент:
| „ | Черквата „Св. Константин и Елена“, намираща се от преди 25 години в ръцете на българите от Емборе, което брои 200 къщи българи екзархисти и 20 къщи патриаршисти, преди 8 години гръцкият лерински владика с кайлярския каймакамин я взеха от нас българите и я предадоха на 20-те къщи гъркомани. Селото Палеор брои около 80 къщи екзархисти и гъркомани 30, докато последните имат право 3 пъти в месеца да се черкуват в единствената селска черква, екзархистите се допускат само два пъти. Това е една неправда спрямо българите. Жителите на селата Дорутово и Асан-кьой, бидейки българи, поискаха да четат в черквите и учлищата на езика си, но кайлярският каймакамин не им позволи. Общински председател Папа Георги. | “ |

При избухването на Балканската война в 1912 година 2 души от Липинци са доброволци в Македоно-одринското опълчение.

### В Гърция
През войната селото е окупирано от гръцки части и остава в Гърция след Междусъюзническата война. Боривое Милоевич пише в 1921 година („Южна Македония“), че Липинци има 120 къщи славяни християни и 120 къщи турци. През 20-те години турското население на Липинци се изселва в Турция и в селото са настанени 475 гърци бежанци от Турция. В 1928 година селото е смесено местно-бежанско със 135 семейства и 524 души бежанци. В 1927 година селото е прекръстено на Асвестопетра, в превод варовик.
В документ на гръцките училищни власти от 1 декември 1941 година се посочва, че в Липинци 80 от къщите са с „местно славянско население“, а 160 са бежански.
Според Тодор Симовски към края на XX век в селото има 2/3 потомци на местно население.
Традиционно населението се занимава с отглеждане предимно на жито и тютюн, като е развито и краварството.
| Име                       | Име            | Ново име       | Ново име       | Описание                                     |
| ------------------------- | -------------- | -------------- | -------------- | -------------------------------------------- |
| Дигидол Баш               | Ντιγίτολ Μπάς  | Врихос         | Βρίχος         | връх в Мурик на ЮЗ от Липинци (1090 m)       |
| Гоги дол                  | Γκόγκι Ντόλ    | Пикнофито      | Πυκνόφυτο      | река в Мурик на Ю от Липинци                 |
| Керамитлик или Керамиджик | Κεραμιτζίκ     | Артесиана      | Άρτεσιανά      | местност на СЗ от Липинци и на ЮИ от Сълпово |
| Байлар                    | Μπαϊλάρ        | Амбелија       | Άμπέλια        | река на СИ от Липинци                        |
| Чамур Гьолу               | Τσαμούρ Γιολού | Птолемадиотика | Πτολεμαδιώτικα | местност на С от Липинци и на И от Сълпово   |
| Мурсова                   | Μούρσοβα       | Аномало        | Άνώμαλο        | местност на И от Липинци                     |
| Дуру чаир                 | Ντουροΰ Τσαΐρ  | Левкес         | Λεύκες         | местност на С от Липинци                     |
| Кучекубаш                 | Κουτσεκουμπάς  | Корифи         | Κορυφή         | връх в Мурик на ЮЗ от Липинци (1252 m)       |

| Година    | 1913 | 1920 | 1928 | 1940 | 1951 | 1961 | 1971 | 1981 | 1991 | 2001 | 2011 | 2021 |
| --------- | ---- | ---- | ---- | ---- | ---- | ---- | ---- | ---- | ---- | ---- | ---- | ---- |
| Население | 976  | 907  | 1061 | 1305 | 1148 | 1158 | 1032 | 896  | 828  | 740  | 739  | 705  |

## Личности
Родени в Липинци
- Кузман Димитров (1892 – ?), македоно-одрински опълченец, 3 рота на 11 сярска дружина[21]
- Хариш Караиванчев, български активист в годините на Втората световна война, определен от гръцките власти в 1942 година като „български пропагандатор“ и „фанатик“[22]
- Янаки Кузмов (Кузманов, 1887 – ?), македоно-одрински опълченец, Продоволствен транспорт, Огнестрелен парк на МОО[23]